# 广东海洋大学
广东海洋大学是一所位於中國廣東省湛江市的全日制公立本科大学，并由广东省人民政府和中华人民共和国自然资源部共建。广东海洋大学具有学士、硕士、博士完整的学位授权体系，也是广东省“高水平大学重点学科建设高校”之一。

## 历史沿革
广东海洋大学的历史可以追溯到中华民国大陆时期成立的广东省立高级水产职业学校，中华人民共和国成立后曾历经多次更名改制，1979年定名为湛江水产学院，并恢复本科教育。1997年，该校与广东省人民政府主管的湛江农业专科学校合并，建立湛江海洋大学。2001年，中等专业学校湛江气象学校也并入湛江海洋大学。
2005年6月，中华人民共和国教育部同意湛江海洋大学更名为广东海洋大学。2006年，广东海洋大学与湛江寸金教育集团合作创办了独立学院广东海洋大学寸金学院。
2021年2月2日，中华人民共和国教育部批准原属于广东海洋大学管理的独立学院广东海洋大学寸金学院脱离该校管理，并转设为民办的普通高等学校湛江科技学院，由湛江寸金教育集团全资持有。
2021年初，广东省教育厅决定将由华南理工大学对口帮扶建设的“阳江应用型本科院校”项目移交广东海洋大学管理，同年3月30日，该校与广东省教育厅、阳江市政府和华南理工大学共同签署了共建广东海洋大学阳江校区的协议，9月15日，广东海洋大学阳江校区正式启用，该校由此成为阳江市的第一所本科高等院校。
2023年6月，与俄罗斯圣彼得堡国立海洋技术大学合作举办的“广东海洋大学圣彼得堡船舶与海洋技术学院”揭牌成立，为非独立法人中外合作办学机构。

## 校园环境

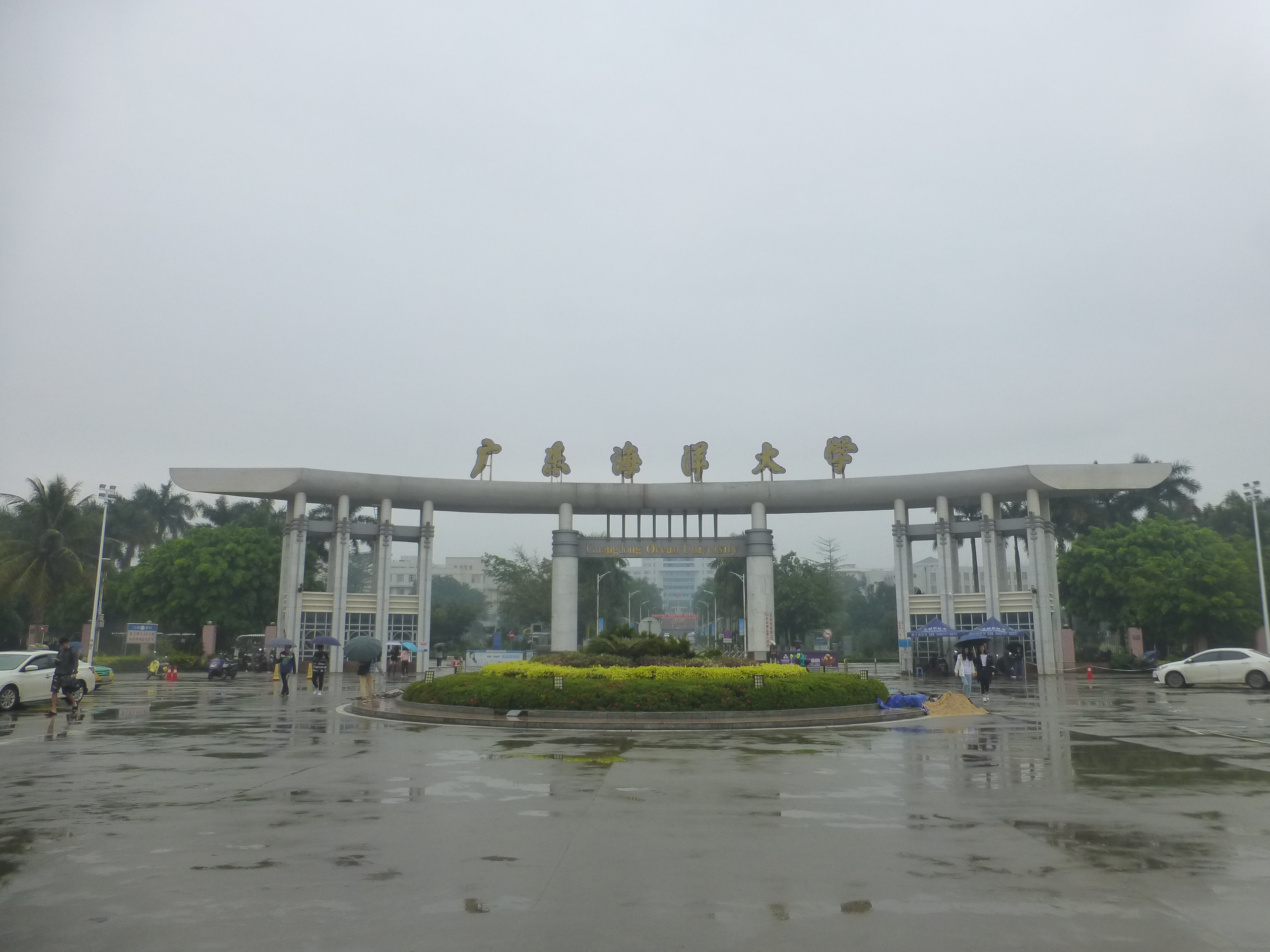
广东海洋大学校址正门

广东海洋大学共有4个校区，分别为海滨、湖光、霞山与阳江。湛江水产学院时期，该校本部曾位于湛江市霞山区，日后又建立了湖光校区与海滨校区，校本亦迁至湖光。2021年，该校在同省的阳江市建立了阳江校区并投入使用。广东海洋大学地理位置偏南，气候温暖湿润，校内植物资源丰富，惟乡土植物与观花植物种类较少。校内还有西湖、南湖等人工湖泊景观。

## 学术研究

### 学科设置
截至2022年，广东海洋大学下设19个二级学院，并开设83个本科专业。海洋与水产等领域的专业长期为该校的特色专业。在广东省人民政府的教育发展“十四五”规划下，广东省正在支持位于省域副中心城市湛江的广东海洋大学，围绕海洋科学等学科专业领域引进和培育高层次人才，以服务该省沿海经济带地区承接重大产业项目。
| 教学单位名称                 | 学科 | 网页 |
| ---------------------------- | --- | ---- |
| 水产学院                     | 水产养殖学、海洋渔业科学与技术、水生动物医学、生物科学 | ※    |
| 海洋与气象学院               | 海洋科学（物理海洋、海洋化学和海洋地质专业方向）、大气科学（天气动力、海洋气象和气候变化专业方向）、应用气象学                                                                               | ※    |
| 机械工程学院                 | 工程管理、港口航道与海岸工程、船舶与海洋工程 | ※    |
| 船舶与海运学院               | 航海技术、轮机工程（海上和陆上方向）、船舶电子电气工程、交通运输 | ※    |
| 数学与计算机学院（软件学院） | 计算机科学与技术、信息与计算科学、数据科学与大数据技术、软件工程、信息管理与信息系统、物联网工程                                                                                             | ※    |
| 文学与新闻传播学院           | 汉语言文学、汉语国际教育、秘书学、新闻学、编辑出版学 | ※    |
| 外国语学院                   | 英文、日文 | ※    |
| 化学与环境学院               | 应用化学、农业资源与环境、海洋资源与环境、制药工程、环境科学 | ※    |
| 中歌艺术学院                 | 舞蹈编导（舞蹈编导、民族民间舞、舞蹈教育、国际标准舞、艺术模特等方向）、音乐学（声乐、音乐教育、器乐等方向）、视觉传达设计、环境设计、服装与服饰设计、美术学、表演、播音与主持艺术、产品设计 | ※    |
| 机械工程学院                 | 机械设计制造及其自动化、机械电子工程、材料成型及控制工程、工业工程、能源与动力工程、建筑环境与能源应用工程、工业设计                                                                         | ※    |
| 食品科技学院                 | 食品科学与工程、食品质量与安全、生物工程 | ※    |
| 滨海农业学院                 | 动物科学、动物医学、林学、农学、生物技术、园林、园艺、植物保护 | ※    |
| 经济学院                     | 经济学、国际经济与贸易、经济与金融 | ※    |
| 管理学院                     | 土地资源管理、旅游管理、行政管理、公共事业管理、财务管理、会计学、工商管理 | ※    |
| 电子与信息工程学院           | 海洋技术、电子信息工程、电子科学与技术、自动化、电气工程及其自动化、通信工程 | ※    |
| 体育与休闲学院               | 社会体育指导与管理、休闲体育 | ※    |
| 法政学院                     | 法学、政治学与行政学、社会学 | ※    |
| 马克思主义学院               | （主管全校学生思想政治教育课程） | ※    |
| 继续教育学院                 | （主管该校成人高等学历教育及非学历教育培训） | ※    |
| 圣彼得堡船舶与海洋技术学院   | |      |

### 学术资源
《广东海洋大学学报》为广东海洋大学的校刊，前身为创刊于1984年11月10日的《湛江水产学院学报》，1992年，该刊列入中国科技论文统计源期刊，当年亦获得中国“全国优秀水产报刊”三等奖，1995年，该刊物获得“全国高校自然科学优秀学报”三等奖。1997年，湛江水产学院与湛江农业专科学校合并建立湛江海洋大学后，该刊刊期不断增加，并调整了学报的办刊定位，质量也得到了一定的提升。
广东海洋大学校图书馆在各校区均设有分馆。截至2022年，图书馆各类纸质文献253万册，中外文电子图书182万种及中外文数据库42个。
广东海洋大学校内设有水生生物博物馆，成立于1991年。馆藏包括了鲸类、爬行两栖类、贝类、鱼类、虾蟹类、藻类等水生生物的标本约100万件，2022年，被中国科协评为“全国科普教育基地”，同年，该博物馆联合多个组织首次举办中国全國科普日，并得到了中国科协的表扬奖励。此外，该校还设有农业农村部南美白对虾遗传育种中心、南方对虾质量安全控制实验室等25个科研创新平台。

### 科研成果
广东海洋大学长期致力于水产业、农业等领域的科研工作，该校的科研团队也积极推广可以种植于海边滩涂等高盐碱土地上的耐盐碱水稻，并于各地开展试点种植；在水产养殖领域，广东海洋大学也积极投入对中南美白對蝦、扇贝、珠母贝等渔业资源的开发研究，取得了一定的经济收益。在“一带一路”战略下，广东海洋大学更参与了“丝路书香工程”，以研究中国与东协各国的海洋合作。

## 校园文化

### 學校標識
广东海洋大学的校徽于20世纪90年代设计，现行校徽作了小幅度修改。该徽章背景色为湛蓝色，体现了广东海洋大学的海洋学科特色，中间有黄色的帆形图案。徽章上下方分别有以中文与英文书写的校名，并标有创校年份的“1935”字样。广东海洋大学的校训则为“广学明德，海纳厚为”。校歌为《蔚蓝之歌》。

## 引用
1. ↑  人社厅（2022年）
2. ↑  河源政协（2022年）
3. 1 2  年鉴（1988年）
4. ↑  人民网（2013年）
5. ↑  渔业年鉴（2005年）
6. ↑  教育部（2005年）
7. ↑  教育部（2006年）
8. ↑  教育部（2021年）
9. 1 2  澎湃新闻（2021年）
10. ↑  张红洁（2022年）
11. ↑  林庆浩（2010年）
12. ↑  入口网站（2023年）
13. ↑  南方日报（2021年）
14. ↑  朱隆泉（1995年）
15. ↑  禤胜修等（2008年）
16. ↑  杨衡等（2022年）
17. ↑  人民资讯（2022年）
18. ↑  晚报（2022年）
19. ↑  农业厅（2022年）
20. ↑  人民网（2020年）
21. ↑  新华社（2020年）
22. ↑  教育在线（2022年）
23. ↑  新快报（2022年）
24. ↑  南方日报（2022年）
25. ↑  赵梦华等（2018年）
26. ↑  罗小燕（2021年）
27. ↑  南方教育（2019年）